# Election (película de 2005)
Election (en chino tradicional, 黑社會; título literal: Sociedad negra, una referencia común a las tríadas), es una película de Hong Kong de 2005 dirigida por Johnnie To y protagonizada por Simon Yam y Tony Leung Ka-fai como dos líderes de pandillas que participan en una lucha de poder para convertirse en el nuevo líder de una tríada en Hong Kong.
La película fue estrenada como una selección oficial en el Festival de Cine de Cannes de 2005, antes de ser exhibida en teatros de Hong Kong el 20 de octubre de 2005. Una secuela de la cinta, Election 2, finalizó la historia contada en la primera película y fue estrenada en 2006.
Election fue nominada a catorce premios Golden Horse en el Festival de Cine de Hong Kong. Fue nombrada la mejor película de 2005 en los Premios de la Sociedad de Críticos de Cine de Hong Kong. En los mismos premios, Johnnie To fue reconocido como el mejor director.

## Sinopsis
Los miembros más veteranos de la tríada más antigua de Hong Kong –la sociedad Wo Shing– deben elegir a su nuevo líder tras dos años de la última elección. En este momento emergen las más voraces rivalidades entre los que pretenden acceder a la cima del poder en la tríada. Lok parece ser el más opcionado, pero Big D, su rival, no se detendrá ante nada y recurrirá incluso a la violencia para tratar de llegar hasta lo más alto.

## Reparto
- Simon Yam es Lam Lok.
- Tony Leung Ka-fai es Big D.
- Louis Koo es Jimmy Lee (Jimmy仔).
- Nick Cheung es Jet (飛機).
- Cheung Siu-fai es el señor So (師爺蘇).
- Lam Suet es Big Head (大頭).
- Gordon Lam es Kun (東莞仔).
- Wong Tin-lam es Teng Wai.
- Maggie Shiu es la esposa de Big D.
- David Chiang es Hui.
- Tam Ping-man es Cocky (串爆).
- Chan Siu-pang es Monk.
- Paul Che es Tally.
- Robert Hung es Sam.
- Kwok Fung es Fish Head.
- Lam Man-wai es Sparky.
- Berg Ng es Tad.
- Raymond Wong Ho-yin es Wong.
- Wong Chi-wai es Blacky.
- Wong Sze-yan es Chak.
- Lin Wenwei es Sparky.
- Ho Chu es Mon.
- Jonathan Lee es Denny.
- Cheung Chi-ping es Dead Dog.

## Recepción

### Crítica
La película recibió generalmente críticas favorables de parte de la prensa especializada y la audiencia general. En Rotten Tomatoes cuenta con un índice de aprobación del 86% con un índice de audiencia promedio de 6.7 sobre 10 con base en 22 reseñas. En la misma página, la audiencia la calificó con 3.7 sobre 5. Jason Anderson de Eye Weekly se refirió a Election y a su secuela de la siguiente manera: «Las dos películas de To se convirtieron en obras emblemáticas del cine de Hong Kong». Robert Abele de Los Angeles Times escribió: «La película funciona como una revaluación madura del talento y gran trayectoria de Johnnie To».
Ignatiy Vishnevetsky de The A.V. Club se refirió a la película, afirmando: «Johnnie To genera hábilmente suspenso (así como astutos momentos cómicos) a partir de un estado de desconfianza que consume todo. Emocionante y divertida en una medida igualmente oscura, la película es un retrato incisivo de una organización disfuncional de estilo familiar que lucha por actualizar su sórdida operación en una era de avaricia capitalista sin control». En una crítica negativa, Peter Bradshaw de The Guardian afirmó: «Estamos inmersos en esta disputa, pero no tenemos el tiempo suficiente para conocer a alguno de sus personajes, que desgraciadamente nunca cobran vida por completo».